# 크레이턴 대학교

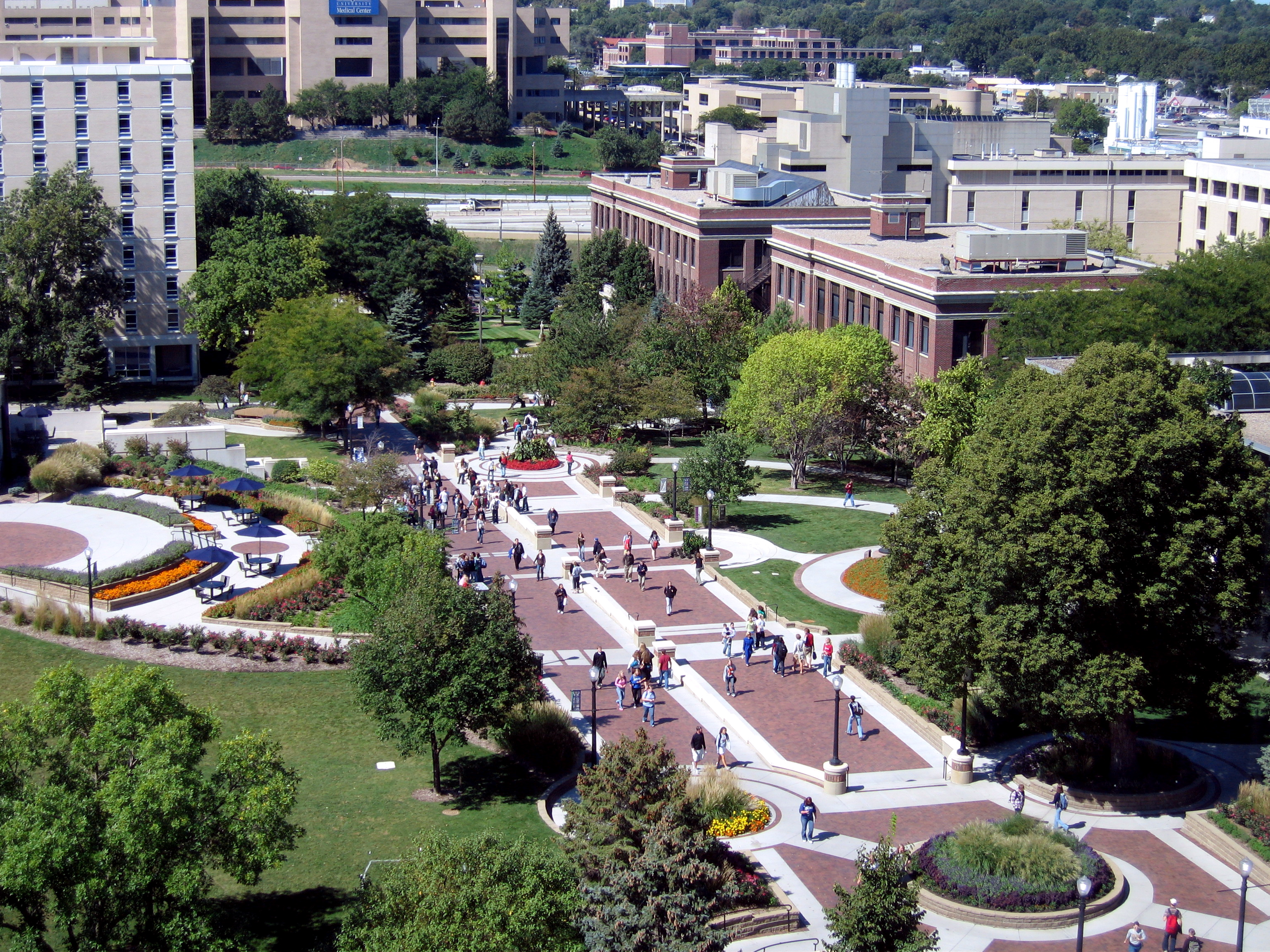
유니버시티 몰.

크레이턴 대학교(Creighton University)는 미국 네브래스카주 오마하의 로마 가톨릭 대학교이다. 1878년 예수회에 의해 설립된 이 학교는 미국 예수회대학협회(AJCU)의 28개 기관 가운데 하나이다.
이 대학교에는 8,435명의 학생들이 등록하였다.

## 역사
1878년 9월 2일 Mary Lucretia Creighton를 통해 크레이턴 칼리지(Creighton College)라는 이름으로 설립되었다. 1958년, 이 칼리지는 Creighton Preparatory School과 오늘날의 크레이턴 대학교로 분리되었다.